# Scleropezicula
Scleropezicula is een monotypisch geslacht van schimmels uit de familie Dermateaceae. Het bevat alleen Scleropezicula alnicola.